# Lu Chan Khuong
Lu Chan Khuong, née en 1970 au Cambodge, est une avocate québécoise d'origine cambodgienne. Elle est bâtonnière du Québec de mai à septembre 2015,.

## Biographie
Née au Cambodge de parents chinois, elle immigre à Québec en 1973. Titulaire d'un baccalauréat en administration, d'un baccalauréat en droit et d'une maîtrise en administration des affaires, elle exerce comme avocate à partir de 1998 dans le cabinet d'avocats de Marc Bellemare, son mari. Très impliquée dans la société, elle milite pour la reconnaissance par le gouvernement canadien du génocide cambodgien et pour les droits des jeunes et des minorités ethniques. Elle est élue à la présidence du Jeune barreau de Québec en 2006. En 2008, elle reçoit le prix Louis-Philippe Pigeon du jeune barreau. Elle enseigne le droit administratif à l'École du Barreau de Québec depuis 2013.
Bâtonnière de Québec en 2010-2011, elle devient vice-présidente du comité exécutif du Barreau du Québec en 2014, puis est élue Bâtonnière du Québec en mai 2015,, en remplacement de Me Bernard Synnott.

### Controverse
Le 1er juillet 2015, après que Mme Khuong a reconnu avoir fait l'objet d'une plainte policière pour vol à l'étalage, le conseil d'administration du Barreau du Québec décide à l'unanimité de demander sa démission. Mme Khuong ayant refusé de démissionner, le conseil d'administration du Barreau du Québec prend à l'unanimité la décision de la suspendre jusqu'à nouvel ordre. Le 15 septembre 2015, elle démissionne de ses fonctions de bâtonnière et est remplacée par Me Claudia P. Prémont.